# Forum 66
Forum 66 (em chinês: 市府恒隆广场) é um complexo de torres gêmeas em Shenyang, Liaoning na China. O complexo é composto por dois arranha-céus; a Torre 1 possui 384 metros com 76 andares, e a Torre 2, 351 metros com 68 andares.A Torre 1 foi concluída em 2015, enquanto a construção da Torre 2 foi suspensa em 2025.
Os edifícios foram desenvolvidos pela Hang Lung Properties e compartilham seu nome chinês com outros projetos da Hang Lung, como o Plaza 66 .